# (8864) 1991 VU
1991 في يو (ويعرف أيضًا باسم (8864) 1991 في يو وفق تسمية الكوكب الصغير) (بالإنجليزية: 1991 VU)‏ هو كويكب ضمن حزام الكويكبات؛ وترتيبه 8864 من حيث الاكتشاف.
اكتُشف هذا الجُرم الفلكي بواسطة Toshimasa Furuta ‏ في 4 نوفمبر 1991.

## وصلات خارجية
- (8864) 1991 VU في قاعدة بيانات مختبر الدفع النفاث لأجرام النظام الشمسي الصغيرة

- الاكتشاف · مخطط المدار ·  العناصر المدارية · المعلمات المادية

- (8864) 1991 VU على موقع ويكي سكاي: DSS2, SDSS, GALEX, IRAS, Hydrogen α, X-Ray, Astrophoto, Sky Map, Articles and images